# Provinciale weg 554
De provinciale weg 554 (N554) is een voormalige provinciale weg in de Nederlandse provincie Limburg. De weg vormt een verbinding tussen de N270 nabij Wanssum en Horst, waar een aansluiting bestaat op de A73 richting Nijmegen en Venlo.
De weg is uitgevoerd als tweestrooks-gebiedsontsluitingsweg met buiten de bebouwde kom een maximumsnelheid van 80 km/h. Binnen de bebouwde kom van Wanssum heet de weg Burgemeester Ponjeestraat. Tussen Wanssum en Meerlo Meerloseweg en Helling. Binnen de bebouwde kom van Meerlo heet de weg Hoofdstraat. Tussen Meerlo en Tienray Tienraijseweg en Kloosterstraat. Tussen Tienray en Horst heet de weg Spoorstraat (verwijzend naar de Maaslijn, welke door deze straat ter hoogte van het voormalige station Meerlo-Tienray gekruist wordt) en wederom Tienrayseweg.
In 2023 werd het beheer en onderhoud van deze weg van de provincie Limburg overgedragen aan de gemeente Horst aan de Maas.